# Choe Museon
Choe Mu-Seon (en alfabeto hangul:최무선, en hanja:崔茂宣, 1325–1395) fue un inventor y comandante militar coreano que vivió durante la dinastía Goryeo. 
Choe es famoso por la producción de pólvora en Corea al obtener la fórmula de fabricación de la pólvora a partir de un comerciante chino que facilitó su invención de varias armas de fuego para impedir los ataques de los waegu (piratas japoneses).

## Vida
Nació en una familia rica en Yeongcheon, Gyeongsang y su padre fue un oficial administrativo. Choe pasó el gwageo (examen de militar). En su periodo, la dinastía Goryeo fue eclipsada por varias invasiones de los piratas japoneses que cruzaron el estrecho de Corea. Aunque los generales trataron de repelarlos, los invadieron en los locales interiores.
Dícese que Choe observó una escena de los militares de Yuan que mantuvieron el control indirecto a Goryeo.
Luego, Choe visitó a China con el objetivo de encontrar la fórmula de fabricar pólvora. Como las semillas de algodón y la fórmula de pólvoras eran confidenciales, Choe ensayó contrabandear unos ejemplos y finalmente pudo obtener la fórmula de importantes ingredientes: azufre, granza de carbón vegetal y  salitre. No obstante, el proceso de ganar nitrato, la forma mineral del salitre fue muy difícil y no descubrió la solución de preparar la pólvora desde estas materias primas.
Después de varios fracasos, Choe consideró fallecer el proyecto, pero casualmente husmeó un rumor sobre un mercador chino llamado Yi Yuan con amplia inteligencia de pólvoras. Visitándolo durante su visita de Goryeo para su comercios, Choe lo sobornó y Corea se pudo manufacturar las pólvoras circa 1374 o 1376.
Choe demostró la fuerza de nueva armada delante del rey U y los vasallos en la corte. Logrando impresionar grandemente a la corte y apoyo desde la misma
, por tal motivo el gobierno estatal estableció un laboratorio y fábrica de pólvora en 1377; aquí Choe inventó varios tipos de cañones y armas de fuego, por ejemplo el singijeon y el hwacha, cuyos papeles fueron una plataforma de lanzamiento del armamento coreano medieval. Choe  utilizó tales armas en la batalla de Jinpo que fue una  importante victoria coreana contra los japoneses. Por victorias gloriosas, lo construyó un buque de expulsar los piratas. 

Con sus invenciones de armadas espléndidamente contribuyeron a su país, Choe consiguió el  ascenso en la política central de Goryeo hasta que ese reino fue suplantado por el de  Joseon. Hallandose muy viejo se retiró de su puesto y murió en 1395. El Taejo de Joseon le concedió el título de vice primerministro. Choe es considerado un gran inventor y patriota en Corea del Sur.